# Xã Walcott, Quận Rice, Minnesota
Xã Walcott (tiếng Anh: Walcott Township) là một xã thuộc quận Rice, tiểu bang Minnesota, Hoa Kỳ. Năm 2010, dân số của xã này là 953 người.